# Apogonichthyoides miniatus
Apogonichthyoides miniatus is een straalvinnige vissensoort uit de familie van de kardinaalbaarzen (Apogonidae). De wetenschappelijke naam van de soort is voor het eerst geldig gepubliceerd in 2010 door Fraser.